# Esteban Gutiérrez Fernández
Esteban Gutiérrez Fernández (Oviñana, Cudillero, Asturias, España, 20 de octubre de 1960) es un exfutbolista español que jugaba como defensa.

## Trayectoria
Militó tres campañas con el C. D. Ensidesa y llegó al primer equipo del Real Sporting de Gijón en la temporada 1982-83 para jugar sus veinticuatro primeros partidos en Primera División disputando un total de 1666 minutos en el año de su debut. En la campaña 1983-84 se asentó en el equipo rojiblanco al disputar 2672 minutos en treinta y un partidos. Sin embargo, un año después, se perdió toda la primera vuelta de la competición debido a una lesión y apenas participó en nueve encuentros. En la temporada 1985-86, explotó su faceta más goleadora marcando su primer tanto en la categoría ante el Real Betis Balompié en la tercera jornada. Fue el primero de sus seis goles —4 de ellos de penalti— en esa campaña. 
La temporada 1987-88 fue la última que pasó en las filas del Sporting y jugó 2536 minutos repartidos en treinta encuentros. Posteriormente, fichó por el Real Madrid C. F., equipo con el que logró los primeros títulos de su carrera. En su primer año consiguió proclamarse campeón de la Liga y la Copa del Rey, siendo uno de los jugadores más utilizados del equipo al disputar veintinueve partidos. Sin embargo, en su segunda y última temporada en el club blanco, su protagonismo disminuyó por culpa de las lesiones y apenas pudo jugar siete encuentros. A pesar de ello, repitió triunfo en la Liga y añadió el título de la Supercopa de España a su palmarés.
Las lesiones le cerraron las puertas del club madridista y Esteban recaló en el Real Zaragoza en la temporada 1990-91, donde se mantuvo durante tres campañas y media. Además, ganó su segunda Copa del Rey en el año 1994. Su siguiente destino fue el Racing Club de Ferrol en la temporada 1994-95, donde realizó una campaña discreta en Segunda División B. Tras abandonar el club gallego, regresó al fútbol asturiano para jugar en el Caudal Deportivo los últimos años de su carrera deportiva.

## Selección nacional
Fue internacional con España en la categoría sub-21, con la que disputó el partido de ida de los cuartos de final de la Eurocopa de 1984 frente a Polonia.
Esteban formó parte de la Selección de fútbol olímpica de España en los Juegos Olímpicos de Los Ángeles 1984, en la que jugó jugó 99 minutos en dos partidos en la fase de grupos clasificatoria, uno de ellos completo como titular frente a Francia (3-1) y el otro como suplente de Quique Sánchez Flores frente a Bélgica (0-0), en el minuto 81. Repitió convocatoria para la clasificación previa para los Juegos Olímpicos de Seúl 1988, en los que jugó un partido contra Irlanda (2-2) como titular en fase de grupos hasta ser sustituido por Urbano Ortega en el minuto 75.

## Clubes
| Club                   | País   | Año       | Partidos | Goles |
| ---------------------- | ------ | --------- | -------- | ----- |
| C. D. Ensidesa         | España | 1979-1982 | 80       | 6     |
| Real Sporting de Gijón | España | 1982-1988 | 168      | 8     |
| Real Madrid C. F.      | España | 1988-1990 | 36       | 0     |
| Real Zaragoza          | España | 1990-1994 | 106      | 0     |
| Racing Club de Ferrol  | España | 1994-1995 | 9        | 0     |
| Caudal Deportivo       | España | 1996-1998 | 28       | 0     |

## Palmarés

### Campeonatos nacionales
| Título              | Club              | País   | Año  |
| ------------------- | ----------------- | ------ | ---- |
| Supercopa de España | Real Madrid C. F. | España | 1988 |
| Liga española       | Real Madrid C. F. | España | 1989 |
| Copa del Rey        | Real Madrid C. F. | España | 1989 |
| Supercopa de España | Real Madrid C. F. | España | 1989 |
| Liga española       | Real Madrid C. F. | España | 1990 |
| Copa del Rey        | Real Zaragoza     | España | 1994 |